# Lista över gentianaväxternas släkten
Detta är en lista över släkten i familjen gentianaväxter alfabetiskt ordnad efter de vetenskapliga namnen.

## A
| Vetenskapligt namn | Auktor                           | Svenskt namn | Källa |
| ------------------ | -------------------------------- | ------------ | ----- |
| Adenolisianthus    | Gilg                             |              | IPNI  |
| Aripuana           | L.Struwe, Maas&V.A.Albert (1997) |              | IPNI  |

## B
| Vetenskapligt namn | Auktor          | Svenskt namn | Källa |
| ------------------ | --------------- | ------------ | ----- |
| Bartonia           | Muhl. ex Willd. |              | ITIS  |
| Belmontia          | E.Mey.          |              | IPNI  |
| Bisgoeppertia      | Kuntze          |              | IPNI  |
| Blackstonia        | Huds.           |              | IPNI  |

## C
| Vetenskapligt namn | Auktor            | Svenskt namn       | Källa |
| ------------------ | ----------------- | ------------------ | ----- |
| Calolisianthus     | Gilg              |                    | IPNI  |
| Canscora           | Lam.              |                    | IPNI  |
| Celiantha          | Maguire           |                    | IPNI  |
| Centaurium         | Hill              | arunsläktet        | NRM   |
| Chelonanthus       | Gilg              |                    | IPNI  |
| Chironia           | L.                |                    | IPNI  |
| Chorisepalum       | Gleason&Wodehouse |                    | IPNI  |
| Cicendia           | Adans.            | hedgentianasläktet | NRM   |
| Comastoma          | Toyokuni          |                    | IPNI  |
| Congolanthus       | A.Raynal          |                    | IPNI  |
| Cotylanthera       | Blume             |                    | IPNI  |
| Coutoubea          | Aubl.             |                    | IPNI  |
| Cracosna           | Gagnep.           |                    | IPNI  |
| Crawfurdia         | Wall.             |                    | IPNI  |
| Curtia             | Cham.&Schltdl.    |                    | IPNI  |

## D
| Vetenskapligt namn | Auktor         | Svenskt namn | Källa |
| ------------------ | -------------- | ------------ | ----- |
| Deianira           | Cham.&Schltdl. |              | IPNI  |
| Djaloniella        | P.Taylor       |              | IPNI  |

## E
| Vetenskapligt namn | Auktor           | Svenskt namn        | Källa |
| ------------------ | ---------------- | ------------------- | ----- |
| Enicostema         | Blume            |                     | ITIS  |
| Eustoma            | Salisb. ex G.Don | prärieklockssläktet | ITIS  |
| Exaculum           | Caruel           |                     | IPNI  |
| Exacum             | L.               | blåögonsläktet      | SKUD  |

## F
| Vetenskapligt namn | Auktor | Svenskt namn | Källa |
| ------------------ | ------ | ------------ | ----- |
| Faroa              | Welw.  |              | IPNI  |
| Frasera            | Walt.  |              | ITIS  |

## G
| Vetenskapligt namn | Auktor       | Svenskt namn       | Källa |
| ------------------ | ------------ | ------------------ | ----- |
| Geniostemon        | Engelm.&Gray |                    | IPNI  |
| Gentiana           | L.           | gentianasläktet    | NRM   |
| Gentianella        | Moench       | gentianellasläktet | NRM   |
| Gentianopsis       | Ma           |                    | ITIS  |
| Gentianothamnus    | Humbert      |                    | IPNI  |

## H
| Vetenskapligt namn | Auktor | Svenskt namn | Källa |
| ------------------ | ------ | ------------ | ----- |
| Halenia            | Borkh. |              | ITIS  |
| Helia              | Mart.  |              | IPNI  |
| Hockinia           | Gardn. |              | IPNI  |
| Hoppea             | Willd. |              | IPNI  |

## I
| Vetenskapligt namn | Auktor  | Svenskt namn | Källa |
| ------------------ | ------- | ------------ | ----- |
| Irlbachia          | Mart.   |              | IPNI  |
| Ixanthus           | Griseb. |              | IPNI  |

## J
| Vetenskapligt namn | Auktor | Svenskt namn | Källa |
| ------------------ | ------ | ------------ | ----- |
| Jaeschkea          | Kurz   |              | IPNI  |

## K
| Vetenskapligt namn | Auktor   | Svenskt namn | Källa |
| ------------------ | -------- | ------------ | ----- |
| Karina             | Boutique |              | IPNI  |

## L
| Vetenskapligt namn       | Auktor         | Svenskt namn          | Källa |
| ------------------------ | -------------- | --------------------- | ----- |
| Lagenanthus              | Gilg           |                       | IPNI  |
| Lapithea                 | Griseb.        |                       | IPNI  |
| Latouchea                | Franch.        |                       | IPNI  |
| Lehmanniella             | Gilg           |                       | IPNI  |
| Lisianthius              | P.Br.          |                       | SKUD  |
| Lisianthus → Lisianthius |                |                       |       |
| Lomatogoniopsis          | T.N.Ho&S.W.Liu |                       | IPNI  |
| Lomatogonium             | A.Braun        | stjärngentianasläktet | NRM   |

## M
| Vetenskapligt namn | Auktor             | Svenskt namn | Källa |
| ------------------ | ------------------ | ------------ | ----- |
| Macrocarpaea       | (Griseb.) Gilg     |              | IPNI  |
| Megacodon          | (Hemsl.) Harry Sm. |              | IPNI  |
| Microrphium        | C.B.Clarke         |              | IPNI  |
| Monodiella         | Maire              |              | IPNI  |

## N
| Vetenskapligt namn | Auktor                    | Svenskt namn | Källa |
| ------------------ | ------------------------- | ------------ | ----- |
| Neblinantha        | Maguire                   |              | IPNI  |
| Neurotheca         | Salisb. ex Benth.&Hook.f. |              | IPNI  |

## O
| Vetenskapligt namn | Auktor        | Svenskt namn | Källa |
| ------------------ | ------------- | ------------ | ----- |
| Obolaria           | L.            |              | ITIS  |
| Oreonesion         | A.Raynal      |              | IPNI  |
| Ornichia           | J.Klackenberg |              | IPNI  |
| Orphium            | E.Mey.        |              | IPNI  |

## P
| Vetenskapligt namn | Auktor  | Svenskt namn | Källa |
| ------------------ | ------- | ------------ | ----- |
| Parajaeschkea      | Burkill |              | IPNI  |
| Phyllocyclus       | Kurz    |              | IPNI  |
| Prepusa            | Mart.   |              | IPNI  |
| Pterygocalyx       | Maxim.  |              | IPNI  |
| Pycnosphaera       | Gilg    |              | IPNI  |

## R
| Vetenskapligt namn | Auktor           | Svenskt namn | Källa |
| ------------------ | ---------------- | ------------ | ----- |
| Rogersonanthus     | Maguire&B.M.Boom |              | IPNI  |

## S
| Vetenskapligt namn | Auktor            | Svenskt namn    | Källa |
| ------------------ | ----------------- | --------------- | ----- |
| Sabatia            | Adans.            |                 | ITIS  |
| Saccifolium        |                   |                 |       |
| Schinziella        | Gilg              |                 | IPNI  |
| Schultesia         | Mart.             |                 | ITIS  |
| Sebaea             | Sol. ex R.Br.     |                 | IPNI  |
| Senaea             | Taub.             |                 | IPNI  |
| Sipapoantha        | Maguire&B.M.Bloom |                 | IPNI  |
| Swertia            | L.                | stålörtssläktet | SKUD  |
| Symbolanthus       | G.Don             |                 | IPNI  |
| Symphyllophyton    | Gilg              |                 | IPNI  |

## T
| Vetenskapligt namn | Auktor            | Svenskt namn | Källa |
| ------------------ | ----------------- | ------------ | ----- |
| Tachia             | Aubl.             |              | IPNI  |
| Tachiadenus        | Griseb.           |              | IPNI  |
| Tapeinostemon      | Benth.            |              | IPNI  |
| Tetrapollinia      | Maguire&B.M.Bloom |              | IPNI  |
| Tripterospermum    | Blume             |              | IPNI  |

## U
| Vetenskapligt namn | Auktor             | Svenskt namn | Källa |
| ------------------ | ------------------ | ------------ | ----- |
| Urogentias         | Gilg&Gilg-Benedict |              | IPNI  |

## V
| Vetenskapligt namn | Auktor  | Svenskt namn | Källa |
| ------------------ | ------- | ------------ | ----- |
| Veratrilla         | Franch. |              | IPNI  |
| Voyria             | Aubl.   |              | ITIS  |
| Voyriella          | Miq.    |              | IPNI  |

## W
| Vetenskapligt namn | Auktor  | Svenskt namn | Källa |
| ------------------ | ------- | ------------ | ----- |
| Wurdackanthus      | Maguire |              | IPNI  |

## X
| Vetenskapligt namn | Auktor  | Svenskt namn | Källa |
| ------------------ | ------- | ------------ | ----- |
| Xestaea            | Griseb. |              | IPNI  |

## Z
| Vetenskapligt namn | Auktor  | Svenskt namn | Källa |
| ------------------ | ------- | ------------ | ----- |
| Zonanthus          | Griseb. |              | IPNI  |
| Zygostigma         | Griseb. |              | IPNI  |

## Auktorkällor
- IPNI - International Plant Names Index
- ITIS - Integrated Taxonomic Information System
- NRM - Naturhistoriska riksmuseets checklista
- SKUD - Svensk kulturväxtdatabas